# Isla Tombo
La isla Tombo (en francés Île Tombo) fue una isla del océano Atlántico perteneciente a la república de Guinea. Se encontraba entre la península de Kaloum y las islas de Los. Actualmente, por medio de la construcción de diques y rellenos, Tombo ha dejado de ser una isla para formar parte de la península de Kaloum, aunque alguna cartografía sigue denominándola isla.
En la isla de Tombo fue fundada la capital del país, Conakri, que hoy constituye la parte antigua de la ciudad, mientras que la nueva ciudad colonial se desarrolló a lo largo de la península de Kaloum.

## Historia
El 20 de enero de 1880, la isla fue puesta bajo protectorado francés por el rey de Dubréka. Este paso fue dado para contrarrestar la creciente influencia inglesa en la región.
El 24 de diciembre de 1885, los alemanes renunciaron a sus pretensiones de establecerse en la isla de Tombo y obtuvieron un territorio en la frontera entre Togo y Dahomey.
El 8 de junio de 1889, la isla quedó, por medio de compra, bajo administración francesa.